# Parker Jackson-Cartwright
Parker Jackson-Cartwright (Los Angeles, 12 luglio 1995) è un cestista statunitense.

## Biografia
È il fratello minore di Miles Jackson-Cartwright, a sua volta cestista.

## Palmarès

### Individuale
- Basketball-Bundesliga MVP: 1

Telekom Bonn: 2021-22